# Аляскинський хребет
Аляскинський хребет — відносно вузький, 650-км завдовжки гірський хребет в регіоні Південно-Центральна Аляска, у штаті Аляска, США. Найвища гора Північної Америки — гора Деналі, знаходиться на цьому хребті.

## Географія
Аляскинський хребет утворився в юрський період, в осьовій частині складений інтрузивними породами (гранодіорити), по краях — осадовими породами. Його схили круті, скелясті, сильно розчленовані. Глибокими і місцями широкими долинами, що прорізають Аляскинський хребет, проведені залізниця і автострада. Північні схили більш сухі, межа лісів підвищується до 1000—1100 м, вище їх розташовуються гірські тундри.
Хребет прямує від озера Кларк до Уайт-Рівер, Юкон, Канада. Є частиною Тихоокеанського вулканічного кільця і Деналійського розлому, який проходить уздовж південного краю хребта. Проте, в самому хребті вулканів немає. Утворює дугу з заходу на схід, причому найпівнічніша його частина знаходиться в центрі. Хребет діє як бар'єр, що перешкоджає поширенню вологого повітря з Аляскинської затоки на північ. Це призводить до випадання рясних опадів. Сильні снігопади сприяли появі численних льодовиків. Хребет перетинають чотири крупні річки: Дельта і Ненана в центрі, Набесна і Чизай на сході. На території хребта створені національні парки «Врангель-Сент-Елайас», Деналі, «Озеро Кларк». Його перетинає Трансаляскинський нафтогін.

## Найвищі вершини
- Деналі — висота 6194 м
- Форакер — 5304 м
- Хантер — 4442 м
- Гейз — 4216 м
- Сильвертроун — 4029 м
- Дебора (гора) — 3761 м
- Хангінгтон — 3730 м
- Рассел — 3557 м.

## Хребти другого порядку (із заходу на схід)
- Гори Неакола
- Гори Ревалайшн
- Теокаллі
- Кічатна
- Центрально-Аляскинський хребет/Деналійський масив
- Східно-Аляскинський хребет/ Гора Хейес
- Гори Дельта
- Гори Ментаста
- Гори Нутсотин